# Rögzített csomópontú integrálás
A numerikus analízisben azok az eljárások, amelyek esetén az optimalizálás kizárólag a {\displaystyle w_{i}} súlyok által történik. Polinomiális interpolációra alapozott integrálási módszerek vagy egyenlő közű csomópontok módszerei. Lényegében az {\displaystyle (a,b)} intervallumot egyenlő részekre osztjuk úgy, hogy {\displaystyle x_{i}=a+id}, ahol {\displaystyle d=(b-a)/n}.

## Lagrange-féle interpolációs módszer
A módszer lényege abban áll, hogy a primitív függvénnyel nem rendelkező ƒ(x) függvényt megközelítjük a Lagrange-féle interpolációs polinommal, melynek primitív függvényét könnyen ki tudjuk értékelni.
{\displaystyle I_{n}(x)=\sum _{i=0}^{n}f_{i}\prod _{j\neq i}{\frac {x-x_{j}}{x_{i}-x_{j}}}=\sum _{i=0}^{n}l_{i}(x)f_{i}\approx f(x)}
Egy {\displaystyle n}-ed fokú polinomtól megkívánható, hogy áthaladjon az {\displaystyle n+1} darab {\displaystyle x_{i}} ponton. 
Az {\displaystyle \int _{a}^{b}f(x)dx\approx \sum _{i=0}^{n}w_{i}f_{i}} ból következik, hogy  
{\displaystyle w_{i}=\int _{a}^{b}l_{i}(x)dx\ }.
A Lagrange-interpolációs módszer tökéletes pontosságú megközelítést biztosít, amennyiben {\displaystyle f(x)\in \prod _{n}}.
Innen következik, hogy {\displaystyle f(x)}-nek az {\displaystyle I_{n}(x)} polinommal való közelítése egzakt, ha az {\displaystyle {x_{i},f_{i}}} értékpárok egy {\displaystyle n} vagy annál kisebb fokú polinom behelyettesítési értékeinek kiszámításából származnak.

## Ismeretlen együtthatók módszere
Megfordítva a gondolatmenetet, kimutatható, hogy amennyiben a {\displaystyle \int _{a}^{b}f(x)dx\approx \sum _{i=0}^{n}w_{i}f_{i}} közelítés egzakt minden olyan polinomra, melynek foka ≤ n, akkor az együtthatókra fennáll {\displaystyle w_{i}=\int _{a}^{b}l_{i}(x)dx\ }. 
Ezt könnyen igazolhatjuk, figyelembe véve, hogy {\displaystyle l_{i}(x)\in \prod _{n}} és ugyanakkor a 
{\displaystyle \int _{a}^{b}l_{i}(x)=\sum _{j=0}^{n}w_{j}l_{i}(x_{j})=w_{i}\ ,} összefüggéseket. Ennek következményeképpen, ha megköveteljük, hogy az {\displaystyle f(x)=1,x,x^{2},...,x^{n}} elemi polinomokra, melyek kifeszítik a teret, egzaktul fennálljon {\displaystyle \int _{a}^{b}f(x)dx\approx \sum _{i=0}^{n}w_{i}f_{i}}, akkor az {\displaystyle n+1} darab {\displaystyle w_{i}}-re felírt lineáris egyenlet megoldásaként megkapjuk a keresett együtthatókat.
Példaképpen vegyük a hárompontos integrálási képlet esetét, melytől elvárjuk, hogy egzakt eredményt adjon minden ≤2 fokú polinomra. A képletet a
{\displaystyle \int _{0}^{1}f(x)dx\approx w_{0}f(0)+w_{1}f({\frac {1}{2}})+w_{2}f(1)\ ,}
alakban írjuk fel. Az {\displaystyle f(x)=1,x} és {\displaystyle x^{2}} próbafüggvényeket használva.
Az így keletkezett egyenletrendszer megoldása {\displaystyle w_{0}=1/6,w_{1}=2/3,w_{2}=1/6}. Az integrálási összegképlet linearitása folytán pontos értéket kapunk minden, {\displaystyle f(x)=a_{0}+a_{1}x+a_{2}x^{2}} alakú polinomra.
Általános esetben, az {\displaystyle [a,b]} intervallumon történő integrálás {\displaystyle n+1} pontban vett kvadratúra segítségével való megközelítésekor, az együtthatókat a következő lineáris egyenletrendszer megoldása szolgáltatja:
{\displaystyle {\begin{pmatrix}1&1&1&\dots &1\\x_{0}&x_{1}&x_{2}&&x_{n}\\x_{0}^{2}&x_{1}^{2}&x_{2}^{2}&\dots &x_{n}^{2}\\\vdots &&\vdots &\ddots &\vdots \\x_{0}^{n}&x_{1}^{n}&x_{2}^{n}&\dots &x_{n}^{n}\end{pmatrix}}{\begin{pmatrix}w_{0}\\w_{1}\\w_{2}\\\vdots \\w_{n}\end{pmatrix}}={\begin{pmatrix}F_{0}(b)-F_{0}(a)\\F_{1}(b)-F_{1}(a)\\F_{2}(b)-F_{2}(a)\\\vdots \\F_{n}(b)-F_{n}(a)\end{pmatrix}}}
ahol {\displaystyle F_{k}(x)=x^{k+1}/(k+1)}.

## Intervallumcsere
Minden esetben a {\displaystyle w_{i}} együtthatók értékei függnek az integrálási tartomány {\displaystyle a} és {\displaystyle b} végpontjaitól. Viszont kényelmetlen lenne egy lineáris egyenletrendszert megoldani minden olyan esetben, amikor változnak az integrálási határok. Célunk tehát egy tetszőleges {\displaystyle [a,b]} intervallumon megközelíteni egy integrált, melynek kvadratúraképlete előzőleg már ismert egy másik {\displaystyle [c,d]} tartomány esetén, mégpedig:
{\displaystyle \int _{c}^{d}f(t)dt\approx \sum _{i=0}^{n}w_{i}f(t_{i})\ .}
Legyen a megközelítés pontos bármely {\displaystyle f(x)\in \prod _{m}}. Bár az előbbiekben mindenütt fennállt az {\displaystyle m=n} egyenlőség, ez nem általános érvényű szabály. {\displaystyle m} lehet kisebb mint {\displaystyle n}, és mint a következő részben látni fogjuk, lehet nagyobb is. 
A
{\displaystyle [c,d]{\xrightarrow {\lambda (t)}}[a,b],\qquad \lambda (t)={\frac {b-a}{d-c}}t+{\frac {ad-bc}{d-c}}}
transzformációval egymásra képezzük le a két intervallumot. Elvégezve az {\displaystyle x=\lambda (t)} változócserét és felhasználva, hogy {\displaystyle dx=(b-a)/(d-c)dt}
{\displaystyle \int _{a}^{b}f(x)dx={\frac {b-a}{d-c}}\int _{c}^{d}f(\lambda (t))dt\approx {\frac {b-a}{d-c}}\sum _{i=0}^{n}w_{i}f(\lambda (t_{i}))\ .}
Az intervallumcsere nem a rögzített csomópontközű eljárások sajátja. Azonos módon használható majd a Gauss-kvadratúrák esetén is.

## Newton–Cotes-kvadratúraképletek
Ugyanebbe a kategóriába tartoznak a Newton–Cotes-kvadratúraképletek (Newton–Cotes-formula), melyeknek lényege ugyancsak az, hogy az a,b intervallumot felossza n darab, h=(b-a)/n hosszúságú szakaszra. A módszer bevezeti a Cotes-féle állandókat, melyek nem függnek sem a függvénytől, sem az intervallum határaitól.

## Forrásanyag
- Numerikus módszerek - Lázár Zsolt, Lázár József, Járai-Szabó Ferenc